# Триора
Трио̀ра (на италиански: Triora; на лигурски: Triöra) е село и община в Северна Италия, провинция Империя, регион Лигурия. Разположено е на 780 m надморска височина. Населението на общината е 380 души (към 2011 г.).